# Amaterasia lewisi
Amaterasia lewisi is een eenoogkreeftjessoort uit de familie van de Amaterasidae. De wetenschappelijke naam van de soort is voor het eerst geldig gepubliceerd in 2012 door Tang, Benz & Nagasawa.